# Desaladora de Cuevas de Almanzora
Se trata de una desaladora de gran capacidad situada en Cuevas de Almanzora, en la comarca del Levante Almeriense de Almería.
La instalación fue impulsada por el Ministerio de Agricultura, Alimentación y Medio Ambiente a través de Acuamed y entró en funcionamiento en 2011. Desde el 28 de septiembre de 2012 se encuentra inutilizada una avenida de agua. La desaladora se encuentra en el margen de la rambla del río Almanzora en la confluencia con la rambla Canalejas.
Se trata de una desaladora de gran capacidad de agua de mar, con capacidad de producción de 20 hm³/año, para el abastecimiento de la población y el riego agrícola de los cultivos de la agricultura intensiva del Campo de Níjar y tradicional del Bajo Almanzora. Los procesos que lleva a cabo son la captación del agua bruta desde pozos o desde toma abierta al mar, el pretratamiento mediante doble tapa de filtración, el proceso de ósmosis inversa, post tratamiento, bombeo y almacenamiento y distribución del agua tratada.
Los archipiélagos canario y balear, además del litoral mediterráneo tienen un gran desequilibrio hídrico ya que la demanda de agua no se corresponde con la disponibilidad del agua potable.
Las divergencias en la liquidación de las obras, con un 20 por ciento más de lo presupuestado, además del pleito por la reconstrucción tras la riada de 2012 entre el Ministerio de Agricultura, de quien depende Acuamed y la UTE contratista (formada por Abengoa y FCC) desembocaron en la Operación Frontino.